# 松永尚三
松永尚三（まつなが　なおみ、狩野晃一）は、日本の小説家、戯曲作家、舞踊家であり、古典文学、および能や歌舞伎といった伝統芸能の研究家、性的マイノリティ分野の研究家である。日本舞踊協会会員、東京外国人プレスクラブ会員であり、地唄舞教授でもある。

## 略歴
- 1973年：慶應義塾大学文学部美学美術史科卒業、同大学文学部国文学科大学院修了、カリフォルニア州立大学サンフランシスコ校留学
- 1976年：バーモント州ミドルバレー大学言語学科研修参加
- 1977年：慶応義塾大学国際学科国際センター非常勤講師
- 1979年：スイス・ジュネーヴ州立大学文学部勤務

1992年：ジュネーヴに、日本舞踊学校 (l'Atelier Nihon-Buyo de danse traditionnelle japonaise a Geneve) 設立。現在顧問
- 2012年現在：ジュネーヴ州立大学文学部専任講師（Chargeｄ'enseignement）スイス・ジュネーヴ在住。

## 主要著書

### 研究書
- 「LA LANDE DES MORTIFICATION」（1994年、能二十五番フランス語訳及び解説、共著。パリGallimard 社）
- 「VISAGES CACHES SENTIMENTS　MELES」（1997年、小野小町についての翻訳及び研究、共著。パリGallimard社）
- 「Joyaux et fleurs du NO」（2012年、金春禅竹の研究、共著。パリAlbain　Michel社）

### 小説
- 『サンフランシスコ・橋物語』（1991年、日本文芸社）
- 『ポン・ヌフ物語』（2003年、文芸社）
- 『料理人』（2004年、文芸社）
- 『愛する男たちの伝説』(2006年、文芸社）

その他、慶應大の文芸雑誌『三田文学』に短編多数発表。

### 随筆
- 『スイス四季暦　春・夏編、秋・冬編』（1994年、東京書籍）

### 戯曲
- 『むかしばなし羅婬伝説』（1998年、ブリュッケ社）
- 『足利家の夫人たち・松永尚三戯曲集』（2012年、文芸社）

## 受賞歴
- 1987年　創作歌舞伎「むかしばなし羅婬伝説」（松竹新作歌舞伎懸賞入選。1989年5月・6月 新橋演舞場にて上演、「演劇界」掲載）
- 1994年　現代劇「足利家の夫人たち上・下」（日本演劇興行協会優秀作品賞。「三田文学」掲載）
- 1998年　現代劇「翔べない金絲雀の唄」(文学座創立60周年記念戯曲賞。1999年11月 俳優座劇場にて上演。「悲劇喜劇」掲載）
- 1999年　現代劇「無明長夜」(文化庁舞台芸術創作奨励賞佳作。2012年10年 無名塾にて上演。「日本劇団協会・新鋭劇作集１１」掲載）
- 2015年　現代劇「肢のない鳥」　（日本演劇興行協会・現代劇部門・佳作）

## 講演
講演は、「性的マイノリティーの文化」（TOKYOアメリカンクラブ）、「女形の歴史」（白百合女子大学）、「男色の日本史」（ジュネーヴ・国際会議場）、「スイス国民と生活」（TOKYO外国人記者クラブ）、「源氏物語に見るイケメン像」（渋谷ホームズ、及び在ジュネーヴ・日本領事館）などがあり。
「源氏物語を語る会」をジュネーヴ・日本クラブ及び東京で主催。